# 確定申告

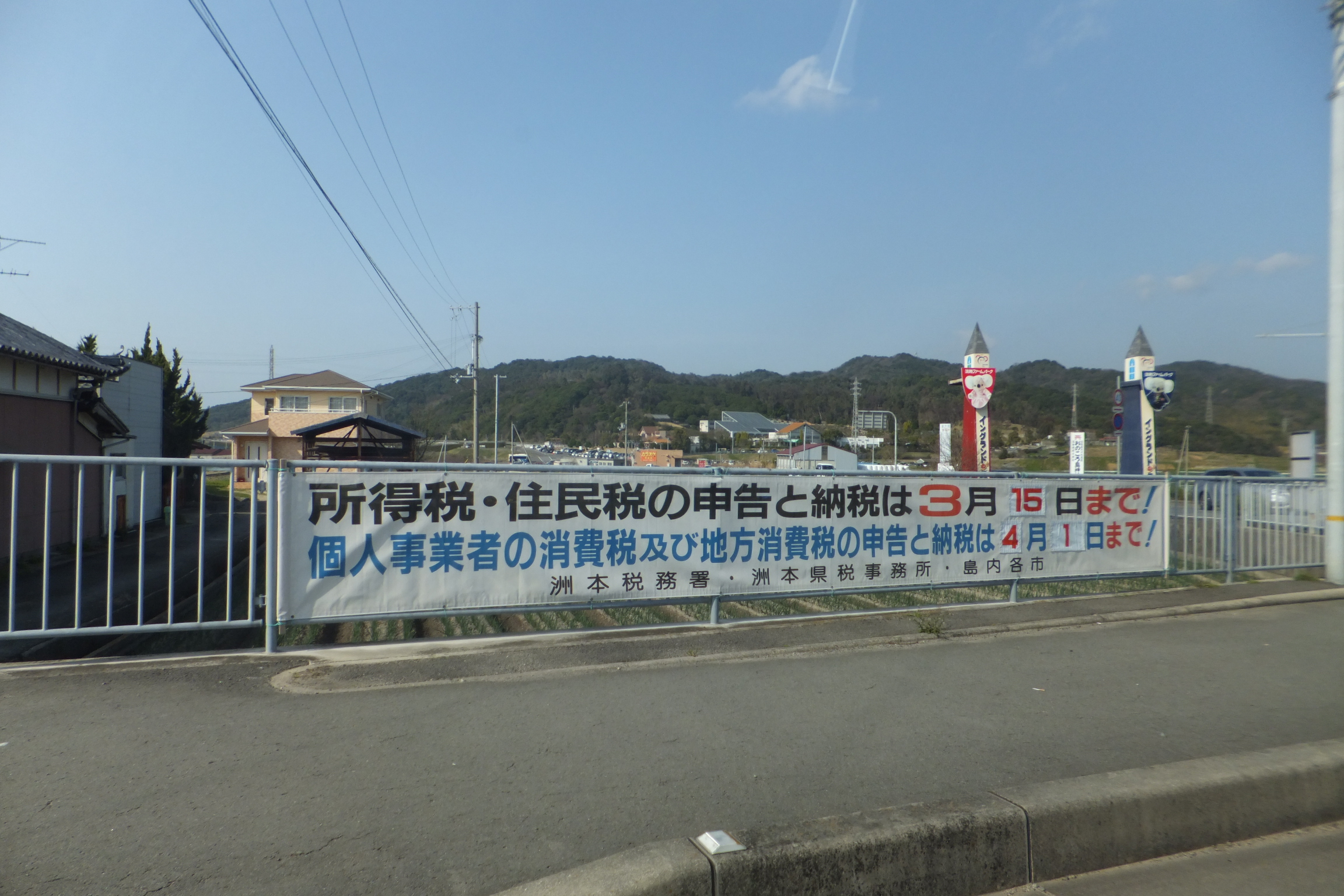
確定申告を知らせる幟

確定申告（かくていしんこく）は、日本の租税に関する申告手続を言い、次の諸点を指す。
1. 個人が、その年1月1日から12月31日までを課税期間として、その期間内の収入・支出、医療費や扶養親族の状況等から所得を計算した申告書を税務署へ提出し、納付すべき所得税額を確定すること
2. 法人が、原則として定款に定められた事業年度を課税期間としてその期間内の所得を計算した申告書を税務署へ提出し、納付すべき法人税額を確定すること
3. 消費税の課税事業者である個人または法人が、課税期間内における消費税額を計算した申告書を税務署へ提出し、その納税額を確定すること

なお、労働保険の年度更新で前年度の保険料の申告も確定申告と呼ばれるが、ここでは割愛する。
一般に確定申告といえば、個人納税者の所得税の申告手続きを指すことが多く、以下主に所得税の確定申告について記述する。

## 個人の確定申告
個人事業主、農業従事者、不動産賃貸業を営む個人、不動産の譲渡による利益がある者や、一定の受取保険金がある者などは、収入や費用を自ら計算し申告しなければならない。今日では、電子申告の普及に伴い、安く迅速簡単に書類が作成出来る等のメリットが尊ばれ、クラウド会計ソフトが利用されている。
申告時期は、毎年度、翌年2月16日から3月15日までの1か月間である。期日が土曜日・日曜日と重なると順次繰り下げ、月曜日までとなる。
ただし、源泉徴収税額が所得税額より多く還付を受ける場合（還付申告）は、申告時期前にあたる翌年1月1日（税務署の窓口に提出する場合は、官庁御用始めとなる1月4日以降の最初の平日）から2月15日までの間でも申告書を提出することができる。
なお、確定申告が必要となる者が早まって2月15日以前に申告書を提出した場合も、税務署は通常の確定申告書として受理するが、申告時期前に納税した場合、その税金は申告時期が到来するまでは税として納付すべき原因がないのに納付済みになっている「過誤納金」として扱いとなる。（納税者からの申し出があれば返還する義務が生じる税金となるが、納期が到来した時点で充当されるため、納税者が申し出をしなくとも特に問題が生じない。）
広報案内や確定申告の手引き等には通常「所得税の確定申告の提出期間は2月16日から3月15日までです」といった表現がされており、提出期間を過ぎた後の申告書の提出の取り扱いについては特に明記されないため、「申告期限を過ぎると確定申告は受理されない」と誤解している納税者が多い。しかし、確定申告書の提出自体は無申告加算税や延滞税の賦課を承知の上で行うのであれば、時効が訪れない限り、一年中いつでも可能である。また、2014年（平成26年）分以降の確定申告書作成の手引には「期限内に申告することを忘れていた場合には、できるだけ早く申告するようにしてください」との文言が、加算税（無申告加算税）や延滞税が賦課される場合があることと併記される形で新たに追加されている。
2020年分所得税等の確定申告期限と納付期限が、2021年4月15日まで延長されることになった。2年連続で申告期限が延びたのは初めてである。
また、2022年3月14日にe-Taxの接続障害が発生した。この件の影響を考慮して、国税庁は翌15日、同日が期限の2021年分の確定申告を個別に延長対応すると発表、これにより事実上3年続けて申告期限が延びることになった。
2021年4月以降税務署に提出される申告書等には、例外を除いて納税者の押印を要しないこととなった。
2023年分確定申告より、消費税の免税事業者が2023年10月から始まったインボイス制度の登録を受けたときは、所得税に加えて消費税の申告（消費税は原則3月31日期限）も必要となる。

### 更正の請求・修正申告・訂正申告
確定申告期限後に申告書の税額等に誤りや変動などが判明し、納めるべき税金が過大となる場合は「更正の請求」、過少となる場合は「修正申告」を行う。
更正の請求は、納付すべき税金がある確定申告の場合には当該年度申告期限から、還付すべき税金がある確定申告（還付申告）の場合には還付申告をした日と当該年度申告期限のいずれか遅い日から、それぞれ5年以内となっている（2011（平成23）年12月2日より前に法定申告期限が到来する国税は、法定申告期限から1年以内。また、更正の請求の期限が過ぎても増額更正の期間内なら「更正の申出」で対応）。なお、課税庁の課税処分への異議申し立て・救済手段としては、国税不服審判所長の裁決を仰ぐことができる。
修正申告は、税に関する時効の成立まで期限はない。税務署による税務調査を受けた後修正申告をすると、過少申告加算税が加算されることがある（税務署より税額の増額更正を受ける場合も同様）。また、修正申告の追納付には延滞税が加算されることがある。
確定申告後に誤りを訂正するため法定期限内に再度申告することを、「訂正申告」という。法定期限内に2度確定申告したときは後の申告が有効となり、期限内に納税が完了すれば加算税や延滞税はかからない。納め過ぎた税金があるときは、手続きにより還付されることになる。

## 所得税の確定申告の必要がある場合
計算により申告納税額が納付となる場合には、基本的に所得税の確定申告が必要である。しかし、以下の条件に該当しなければ確定申告は不要。なお、所得税の確定申告が必要な基準と個人住民税の申告が必要な基準は異なることがあるので、所得税は確定申告不要だとしても住民税の申告が必要なら、住民税申告を行わないといけない。
給与所得がある場合
会社員や公務員などの給与所得者は勤務先で年末調整によって最終的な税額が計算されるが、以下の場合は原則確定申告を要する。
- 給与の収入金額が2,000万円を超える
- 給与を1か所から受けていて、給与所得や退職所得以外の各種の所得金額の合計額が20万円を超える（1円以上20万円以内は、確定申告は不要であっても住民税の申告が必要）
- 給与を2か所以上から受けていて、年末調整をされなかった給与の収入金額と給与所得や退職所得以外の各種の所得金額の合計額が20万円を超える（給与収入から、雑損控除・医療費控除・寄附金控除・基礎控除を除く所得控除の合計額を差し引いた残りが150万円以下で、給与所得・退職所得を除く所得金額の合計額が20万円以下の場合を除く）
- 同族会社の役員やその親族などで、その同族会社から給与の他に貸付金の利子や店舗などの賃貸料などの支払いを受けた
- 災害減免法により、源泉徴収税額の徴収猶予や還付を受けた（雑損控除と比較して、最終的に有利な方を選択することができる）
- 在日の外国公館に勤務する人で、給与の支払いを受ける際に所得税を源泉徴収されない

公的年金がある場合
公的年金等の収入金額が400万円を超える場合、公的年金等の収入金額が400万円以下でそれ以外の各種の所得金額の合計額が20万円を超える場合
退職所得がある場合
日本国内の事業者からの退職金は基本的には申告分離課税であるが、実務上確定申告が不要となる場合が多い。ただし所得控除などの他の計算上は退職所得金額が条件（パラメータ）となっているものがあるため、確定申告をする場合には計算が必要である。また総合課税の所得が所得控除より少ないようなときは、退職所得から所得控除されることがある。日本国外の事業者からの退職金は源泉徴収されないため、確定申告が必要となる。
源泉徴収ありの特定口座以外での株式等（株式、投資信託、公社債など）の取引や源泉徴収ありでも損失が出た場合
源泉徴収ありの特定口座以外では「株式等に係る譲渡所得等」として確定申告が必要。損失を翌年以後に繰り越す場合も確定申告が必要となる。翌3年以内の確定利益と相殺しての納税額となる。ただし、少額投資非課税制度（NISA口座）は損益通算の対象にならない。
先物取引、オプション取引、カバードワラント、外国為替証拠金取引、CFD取引による損益がある場合
「先物取引に係る雑所得等」にあたり申告分離課税となり確定申告が必要。損失は3年間の繰り越し控除が出来る。
外貨預金での為替差益、仮想通貨取引や海外デリバティブ取引による利益がある場合
総合課税の雑所得か事業所得として確定申告が必要。外貨預金の利子は源泉分離課税。

## 確定申告を行うと税金が戻る場合
次のようなケースでは確定申告をすると算出された税金が戻る（還付される）場合がある。
年の中途で退職しその年の年末調整を受けていない場合、所得が少ない人で配当所得や原稿料収入、公的年金等の雑所得から税金が源泉徴収されている場合には、確定申告（還付申告）ができる。所得控除や税額控除、源泉徴収税額や税率により、本来納めるべき税金よりも源泉徴収税額が多く差し引かれていた場合には、申告することにより税金が戻ってくる。
予定納税をしたが、確定申告の必要がなくなった場合でも申告によって税金が戻ってくる。
なお、年収2,000万円以下の給与所得者が確定申告をしなくてもよい20万円以下の所得があっても、還付申告をする場合には、その20万円以下の所得も併せて申告をする必要がある（非課税にならない）。

### 所得控除（総所得金額からの控除）
| 医療費控除                                                           | - 基本的に、本人及び生計を一にする親族の医療費の支払いで「10万円と総所得金額等の5%のいずれか少ない方」を超える金額が控除対象額（上限200万円）となる。 - 医療費かどうかの判断基準は、診療報酬で支払った医師・歯科医師・鍼灸師・あん摩マッサージ指圧師・柔道整復師など、国家資格の資格者が行い、または指示する診療・治療・療養のため、直接必要な支出・一般的支出を著しく超えないなど。保健師・看護師・准看護師・助産師による療養上の世話や医療介助、介護保険法関連の介護支援費用なども対象。処方箋による医療用医薬品だけでなく、風邪薬や湿布薬など一般用医薬品の購入費用も対象になる。単なる美容目的、健康増進、疾病予防、疲労回復、健康診断等の費用（検査の結果疾患が発見され、治療を受けた場合の検査費用を除く）は控除対象外。 また、医療機関までの必要最低限度の交通費（車馬賃、緊急の場合のタクシー代）も対象となるが、自家用車のガソリン代等は対象外。 - 2017年分以後医療費控除の特例として、「セルフメディケーション税制」が創設。インフルエンザの予防接種、定期健康診査や特定健康診断等を受ける納税者が特定一般用医薬品等（所定のスイッチOTC医薬品等）を購入した場合に、年間購入費が12,000円を超える金額が控除対象（上限88,000円）となる。従前の医療費控除との選択適用となる。 - 2017年分以後「医療費控除の明細書」を添付すれば、確定申告時に領収書原本は要らなくなった（医療費の領収書は自宅で5年間保存することが条件）。また、健康保険組合等が発行する一定の「医療費のお知らせ」を添付すると、明細書の記載を簡略化することが可能（領収書の保存も不要）。 |
| 寄附金控除 (ふるさと納税含む)                                        | - 国や地方公共団体、日本赤十字社や学校法人、公益社団法人や公益財団法人、認定NPO法人、政党・総務省に届出の政治資金団体・政治団体など特定の団体に対する寄附金（2,000円超、総所得金額に退職所得金額を足したものの40%を限度）。 - 6自治体以上のふるさと納税をしたときや、ワンストップ特例制度を申請した納税者が確定申告をすると特例制度は無効となるため、改めて寄附金控除を受ける必要がある。 |
| 雑損控除                                                             | - 生活に通常必要な住宅、家具、衣類などの資産が自然災害（震災、風水害、冷害、雪害、落雷等）、人為的災害（火災、爆発、事故）、害虫などの生物による異常な災害や盗難や横領にあったときには雑損控除の対象となる。申告時、消防署、役所や警察署等による被災、罹災や盗難等の証明書、後述の災害撤去費用等の領収書が必要である。 - 控除額は、「総所得金額に退職所得金額を足したものの10%を、差引損失額から引いた額」と「差引損失額のうち災害撤去費用等から5万円を引いた額」の大きい方である。差引損失額とは資産の時価評価（新品の再取得価額から被災時までの減価償却をした額）による損失額に災害撤去費用等を加え、災害等を原因として受領した保険金や損害賠償金を引いたものである。なお住宅や家財が災害に遭い、かつ総所得金額に退職所得金額を足したものが1,000万円以下の場合は「災害減免法による所得税の軽減免除」（税額控除）と雑損控除から有利な方を選択することができる。 - 日常生活に通常必要であるとされる資産の時価評価額が控除対象となる。例えば住宅のシロアリなどの害虫による被害や自動車・バイクは日常の通勤や送迎に使用する場合には対象となるが、事業用や書画、骨とう、貴金属等で1組または1個の価額が30万円を超えるものも対象外である。 |
| 扶養控除 寡婦控除・ひとり親控除 障害者控除 配偶者控除 配偶者特別控除 | 年末調整後年末までの間に変動があった場合。 - それぞれ控除対象扶養親族がいる場合、寡婦・ひとり親である場合、本人・同一生計配偶者・扶養親族が障害者である場合、生計を一にし事業専従者でなく合計所得金額が133万円以下である配偶者がいる場合（本人の合計所得金額が1,000万円以下に限る、2020年分より）、などである。 - ここで生計を一にするとは日常生活上同居し生計を共にすることを言い、就業・修学・療養のために別居している場合であって仕送り等により生計を共にしている場合を含む。 - 控除対象扶養親族とは、生計を一にする事業専従者でない親族、里子または養護老人であって合計所得金額が58万円以下で16歳以上の者をいう（2025年分より）。 - 同一生計配偶者とは、生計を一にする事業専従者でない配偶者であって合計所得金額が58万円以下の者をいう（2025年分より）。 |
| その他控除                                                           | いずれも年末調整を受けたもの以外に。 - 社会保険料控除: 本人が負担した社会保険料。国民年金、国民健康保険税、国民年金基金、任意継続の健康保険、介護保険や後期高齢者医療制度など。生計を一とする家族の名義のものを申告する本人自身が実際に負担した場合は、負担した本人の社会保険料控除にできる。ただし、家族の収入から天引きされる保険料（公的年金から天引きされる介護保険料や後期高齢者医療保険）は、納税者本人が負担しているとはいえないので控除できないが、天引きをやめる手続きを経た後に本人が支払った保険料は控除できる。 - 小規模企業共済等掛金控除: 小規模企業共済法の共済契約の掛金、確定拠出年金法の個人型年金の掛金、自治体による心身障害者扶養共済制度の掛金など。 - 生命保険料控除・地震保険料控除: 一般生命保険料、介護医療保険料及び個人年金保険料、自宅や一定の家財を対象とした地震保険料や旧長期損害保険料等。 - 勤労学生控除: 法令による各種学校や専修学校の学徒、職業訓練法人による認定職業訓練の受講者であり、合計所得金額85万円以下等の場合（2025年分より）は27万円が控除される。なお、アルバイト学生もバイト代に源泉徴収税額がある場合、源泉徴収票等を添えて確定申告すれば当該税額が戻る。 - 基礎控除: 2020年分以後は合計所得金額2500万円以下の納税者に限られる。 |

### 税額控除（所得税額からの控除）
| 配当控除                                                                 | - 国内法人からの配当や証券投資信託の収益の分配などにつき、綜合課税で申告する場合。 |
| （特定増改築等） 住宅借入金等特別控除                                    | - 住宅ローンでマイホームを買ったり、建てたり、直したりした場合で一定の要件を満たすとき。 |
| 政党等寄附金等特別控除                                                   | - 政党等、認定NPO法人や公益財団法人等に対する寄付で、一定の要件を満たすとき。 |
| 住宅耐震改修特別控除 住宅特定改修特別税額控除 認定住宅新築等特別税額控除 | - 地震の耐震基準に適合させるための修繕（リフォーム）をした場合で一定の要件を満たすとき。 - バリアフリー改修工事や省エネ改修工事、多世帯同居改修工事、耐久性向上改修工事をした場合で一定の要件を満たすとき。 - 認定住宅の新築や購入をした場合で一定の要件を満たすとき。 |
| 外国税額控除                                                             | - 外国の所得税を納付した場合。 |

## 所得税の計算と申告書の提出
所得税は、1月1日から12月31日までの所得をもとに計算。総合課税分の所得税は、基本的に次の算式で計算される。
会社員や公務員などの給与所得者は、通常12月または翌年1月の給与支給時に「給与所得の源泉徴収票」をもらうので、それに基き計算することができる。
1. 収入金額（支払金額）－必要経費＝所得金額（給与所得控除後の金額）
2. 所得金額－所得控除（所得控除の合計額）＝課税所得金額
3. 課税所得金額×税率＝所得税額
4. 所得税額－税額控除＋復興特別税額－源泉徴収税額＝申告納税額

予定納税があれば、申告納税額より差引される。
結果、申告納税額がプラスであれば、原則として申告期限までに納税しなければならない。申告納税額がマイナスであれば、還付申告となり、後日指定した金融機関の預貯金口座に振り込まれるか郵便局に出向いて受け取る。

### 確定申告書の作成
主な確定申告書の作成方法は次の通りである。
1. 自宅のパソコンで作成: 国税庁のウェブサイトにある「確定申告書等作成コーナー」で金額等を入力して、プリンターで印刷、またはe-Tax（国税電子申告・納税システム）による電子申告・電子納税（インターネットバンキング等のPay-easyによる納税・還付も可能）。
2. 税務署や最寄りの還付申告センターに設置しているパソコンで作成（確定申告会場）: 操作補助者がいるので、パソコンが得意でなくても利用可能。
3. 手書きの申告書:　税務署や最寄りの還付申告センターで確定申告書の用紙をもらい（前年が納税の場合税務署から送付されることが多い）、手書き作成をする。
4. 会計ソフトの利用:　不動産所得や事業所得がある納税者が青色申告決算書や確定申告書などの作成に利用する。

個人番号カードや住民基本台帳カードなどの電子証明書、ICカードリーダーや手間がかさむため、一般的な利用者からは敬遠されており、海外に比べ普及が遅れシステムの整備費用対効果の点で問題とされている。
2019年1月以後e-Taxが簡素化されて、「マイナンバーカード方式」（マイナンバーカードを利用して申告）と、「ID・パスワード方式」（税務署でIDとパスワードを受取り申告）の二通りの方式が利用可能になった。2020年1月31日より、マイナンバーカード方式での申告がスマートフォンでも可能となった（マイナンバーカード読取に対応した機種が必要）。2022年1月（2021年分の申告）からは、PCによる申告の場面で、マイナンバーカード読取に対応したスマートフォンをICカードリーダーの代替として利用可能となった。

### 確定申告会場と確定申告電話相談センター
毎年2月16日～3月15日に、税務署などに確定申告会場が設けられ、確定申告の方法を教えてもらいながら申告することが出来る。基本的には平日開催だが、数回、休日にも開催する。2019年分は申告者2,204万人のうち、381万人が利用した。
1月4日～3月15日に、確定申告電話相談センターが設けられ、確定申告の方法の電話相談が出来る。

### 申告と納税
作成した確定申告書は、申告時点での住所地を管轄する税務署へ郵送するか、直接持参するか、e-Taxで申告する。
所得税の確定申告は2月16日から3月15日までだが、並行して行われる個人消費税の確定申告は1月4日から3月31日までである。2013年（平成25年）分から復興特別所得税の確定申告が必要だが、所得税の申告書上で併せて計算して申告する。
確定申告の必要がない者の還付申告は、確定申告期間とは関係なく、翌年1月1日から5年間することができる。
確定申告した所得税額は、申告期限内に金融機関等で納付しなければならない。事前申請をすれば、口座振替納税や電子納付が認められる。さらに確定申告で延納の届け出をすれば、納税額の1/2を限度として、5月31日まで納付期限を延期することができる（利子税が課される）。

### 予定納税
前年分の確定申告で一定以上の申告納税額を申告した場合に、その年の所得税の一部を前払いする制度を「予定納税」という。前年分の所得や税額等を基準に算出した予定納税基準額が15万円以上である場合には、その3分の1を7月1日から7月31日までに（第1期分）、同額を11月1日から11月30日までに（第2期分）納付しなければならない。
予定納税が必要なときは所轄税務署から通知書が送付される。なお、その年の所得税の見積額が予定納税基準額よりも少なくなるときは、所定の期限までに「予定納税額の減額申請書」を提出し承認を得られれば予定納税額が減額される。

### 損失申告
損益通算をしても赤字が残る者は、その損失を翌年以後3年間に渡って翌年以後の黒字と相殺することが出来る。確定申告義務がない場合であっても確定損失申告をする必要がある。一般的な事業所得などの純損失の繰越控除は、青色申告者に限られる。

### 準確定申告
確定申告をすべき納税者が申告書を提出せずに死亡した場合、年の中途で死亡した納税者に確定申告すべき所得があった場合には、その相続人は相続開始を知った日の翌日から4か月以内に、死亡した納税者の確定申告と納税をしなければならない。3月15日の申告期限は関係ない。

## 住民税・事業税の申告
所得税の確定申告を行えば、改めて個人住民税や事業税の申告の必要はない。しかし、住民税だけ申告をしたい場合（給与所得・退職所得以外の所得が20万円以下の場合など）は、住民税申告が可能。市町村の住民税申告書に記載すべき内容は、基本的に所得税の確定申告書と同じだが、書面の形式は異なる。住民税申告は eLTAX では非対応。
個人住民税・事業税は賦課課税方式をとっているため、住民税や事業税の申告を確定申告と呼ばない。一方、法人がする住民税や事業税の申告は、申告納税方式をとっているので確定申告と呼ばれる。

## 21世紀以降のイメージキャラクター
- 2001年 - 沢口靖子
- 2002年 - 本上まなみ
- 2003年 - 黒木瞳
- 2004年 - 長谷川京子
- 2005・2006年 - 仲間由紀恵
- 2007年 - ベッキー
- 2008年 - 池脇千鶴
- 2009年 - 松下奈緒
- 2017年 - 森且行

## 意義
納税意識が高まり、税金の用途への関心を傾注する傾向が増大するとされる。日本国民の政治意識を高めるには全給与所得者を確定申告の対象にすべきだという主張もある。アメリカ合衆国では、全国民・居住者が個々に確定申告を義務付けられており、給与・事業所得のみならず、投資、資産形成、寄付行為などのあらゆる場面で「節税」を意識した課税に対する効果が論議される。国税庁がAIを利活用することで、2024年度は所得税の追徴課税が1398億円余りに上った。所得税に関する税務調査が10年前の10倍になり（60万件余り）、申告漏れが31万1264件、9964億円となった。AIの学習により、公正な社会の実現が進む。今後は納税者自身がますます正確な納税を意識することを求められる。

## 諸外国の確定申告

### アメリカ合衆国
アメリカ合衆国では、給与生活者、自営業者にかかわらず課税所得のあるすべての国民と居住者が年一度の内国歳入庁 (IRS) への確定申告 (Tax return) を義務付けられている（外交官やトレーニングビザなどの例外を除く）。日本の給与所得者に対する年末調整に相当するものはなく、給与支払者は従業員からのW4フォームによる控除申告に基づいてIRSの定めるパーセンテージを源泉徴収するだけである。合衆国市民（国籍保持者）と永住者（グリーンカード保持者）は合衆国に居住していなくても全所得を申告しなければならない（ただし居住国での納税分の控除などがあり実際に合衆国に納税するかどうかは場合による）。
確定申告の締切日は毎年4月15日（4月15日が連邦休日に当たる場合は翌業務日）で、自分で申告書を作成するか、または街の資格をもった業者に依頼する。21世紀に入りPC上のソフトウェアによる電子申告が普及する以前は、郵便局や図書館に用意された申告用紙付のブックレットに従って作成した申告書（と納税不足分がある場合はその分の小切手）の郵送が唯一の申告手段だったので、4月15日は朝からラジオが確定申告締切日であることを繰り返し、深夜近くになると郵便局員が投函ポストのわきでベルを鳴らす（4月15日の消印まで有効）など季節の風物詩的存在でもあったが、電子申告時代になり、以前は申告後数週間かかっていた過剰納税分の還付小切手(Refund Check) の郵送が数日後に直接銀行振込（Direct Deposit、不足分の追加納税も銀行口座から電子送金可能）に変わるなど効率化が進んでいる。
所得税のある州の州税も連邦税と同日（4月15日）が申告締切日で、州の申告書に連邦申告書を添えて居住州の徴税当局に申告する。
電子申告は徴税当局に直接行うのではなく徴税当局と契約している民間会社（PC上の申告書作成ソフトウェア提供者）を経由して行う。例えば、PC上の申告書作成プログラムで圧倒的なシェアを占めるインテュイット社のTurbo Taxでは、手で入力するデータだけでなく、同社のQuicken会計・家計簿プログラムからのデータのインポートに加えてADPなどの給与計算会社から源泉徴収データをダウンロードでき、誤りや矛盾の検査をしてアップロード可能になる。Intuit社のサーバにアップロードされた申告データは最終検査を受けた後徴税当局のサーバに転送され、問題がなければ申告完了となり申告者には電子メールで報告される。申告書作成プログラムは紙の申告書と同じイメージも作成し、実際に印刷するかPDFファイルで保存できる。インテュイット社は、給与所得だけで住宅ローン利子控除や利子・配当所得、事業所得などのない納税者向けのウェブを使った簡易申告も提供している。
電子申告に際しての本人の認証は、社会保障番号や生年月日に加えて前年の納税額など簡易なものが使われICカードリーダーなどの負担はないが、申告書作成ソフトウェアは当該申告年度専用であり税制度も毎年変更されるのが通例なので、毎年その年専用のバージョンのソフトウェアを購入しなければならない。